# Фес
Фес (араб. فاس‎, Фас, бербер. ⴼⴰⵙ, фр. Fès) — старейший из четырёх имперских городов Марокко и крупнейший на севере Африки центр исламской культуры и образования. Административный центр области Фес — Мекнес, в составе которой образует префектуру Фес.
Население Феса, согласно переписи населения 2014 года, составляет 1 112 072 человек. Это второй по величине город Марокко после Касабланки.

## История
Поселение на восточном берегу реки Фес было основано ок. 789 года Идрисом I. Часть города на противоположной стороне реки — 20 лет спустя был основан его сыном Идрисом II, который сделал Фес столицей государства Идрисидов (государства Фес). Альморавиды в XI веке объединили обе части города, а при Альмохадах в конце XII века, Фес стал одним из крупнейших городов всего исламского мира. В середине XIV века Мариниды восстановили Фес в качестве столицы Марокко и украсили его новыми зданиями.

## География
Фес состоит из трёх частей:

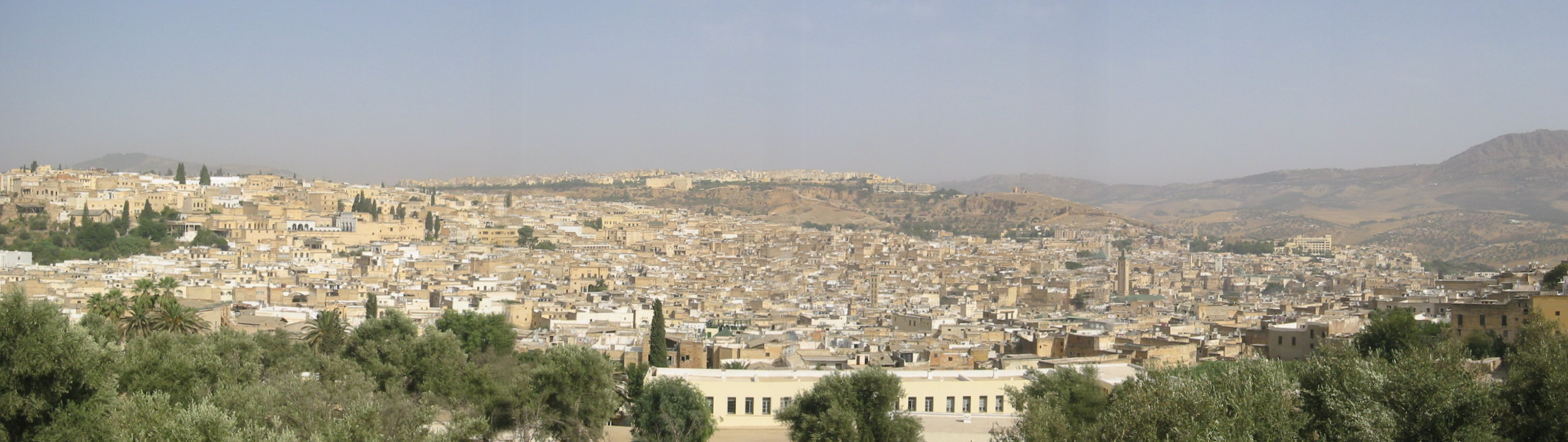
Панорама квартала Фес эль-Бали.

В старой части Феса.

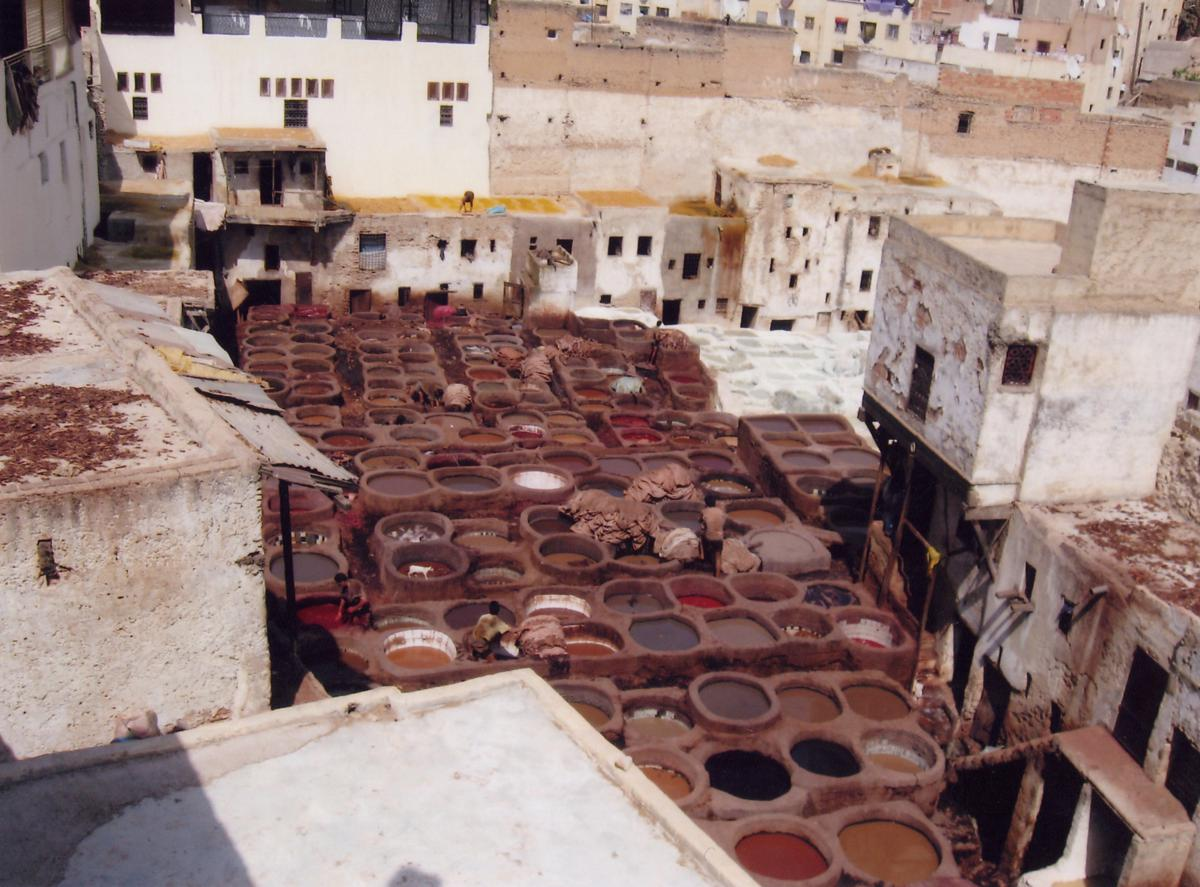
Исторические красильни кожи.

- Фес эль-Бали — старая медина, окружённая средневековой стеной — одна из крупнейших пешеходных зон в мире. Числится среди памятников Всемирного наследия с 1981 года.
- Фес-Дждид — вторая медина, основанная в XIII веке Маринидами. Этот квартал изобилует памятниками эпохи Маринидов, включая дворец эмира и облицованный полихромной плиткой минарет. В этом же районе расположено древнее Фесское гетто, большая часть жителей которого в последние десятилетия выехала в Израиль.
- Новый Фес — заложен в 1916 году маршалом Юбером Лиоте в соответствии с принципами европейского градостроительства. После подписания в 1912 году Фесского договора Марокко на полвека стало французским протекторатом.

## Климат
| Показатель                          | Янв. | Фев. | Март | Апр. | Май | Июнь | Июль | Авг. | Сен. | Окт. | Нояб. | Дек. | Год |
| ----------------------------------- | ---- | ---- | ---- | ---- | --- | ---- | ---- | ---- | ---- | ---- | ----- | ---- | --- |
| Средний суточный максимум, °C       | 16   | 17   | 19   | 21   | 24  | 28   | 33   | 33   | 29   | 24   | 19    | 16   | 23  |
| Средний суточный минимум, °C        | 6    | 7    | 8    | 9    | 14  | 15   | 18   | 18   | 17   | 13   | 9     | 9    | 12  |
| Норма осадков, мм                   | 71   | 102  | 94   | 89   | 53  | 25   | 3    | 3    | 18   | 64   | 89    | 86   | 695 |
| Источник: Lat34North.com, Yahoo.com |      |      |      |      |     |      |      |      |      |      |       |      |     |

## Достопримечательности
- Медресе Аль-Аттарин
- Медресе Бу Инания
- Красильни Шуара
- Сад Жнан Сбиль (Джнан Сибиль, также известен под названием "сады Бужелуд")
- Бордж Норд
- Мечеть Баб Бужелуд
- Ворота Баб Бужелуд (визитная карточка Феса)
- Мечеть Аль-Тажимуати

### Аль-Карауин
Среди достопримечательностей Феса первое место принадлежит религиозно-образовательному комплексу Аль-Карауин, который основала в 859 г. Фатима аль-Фихри из Кайруана (отсюда и название). Книга рекордов Гиннесса признаёт его «старейшим в мире постоянно действующим высшим учебным заведением». Мечеть Аль-Карауин постоянно расширялась и к концу средневековья стала самой большой в Северной Африке, вмещая до 20 тысяч верующих. На территории Аль-Карауина находится гробница основателя Феса — Идриса II.

## Праздники и фестивали
С 1994 года в Фесе проводится фестиваль духовной музыки «Fès des Musiques Sacrées», который делает город культовым местом в среде фанатов world music и фолка. ООН признала этот музыкальный симпозиум одним из важнейших мировых событий, способствующих построению диалога между нациями.

## Города-побратимы
- Аль-Кудс (араб. القُدس‎), Палестинская автономия[7]
- Антверпен (нидерл. Antwerpen), Бельгия
- Бобо-Диуласо (фр. Bobo-Dioulasso), Буркина-Фасо
- Измир (тур. İzmir), Турция
- Кайруан (араб. القيروان‎), Тунис
- Кордова (исп. Córdoba), Испания
- Коимбра (порт. Coimbra), Португалия
- Лахор (урду لاہور‎), Пакистан
- Монпелье (фр. Montpelier, окс. Monpelhi`r), Франция
- Мултан (урду ملتان‎), Пакистан
- Пуэбла-де-Сарагоса (исп. Puebla de Zaragoza), Мексика
- Сен-Луи (фр. Saint-Louis), Сенегал
- Страсбург (фр. Strasbourg), Франция
- Сувон (кор. 수원시, 水原市), Южная Корея
- Тлемсен (араб. تلمسان‎), Алжир
- Флоренция (итал. Firenze), Италия

## Галерея

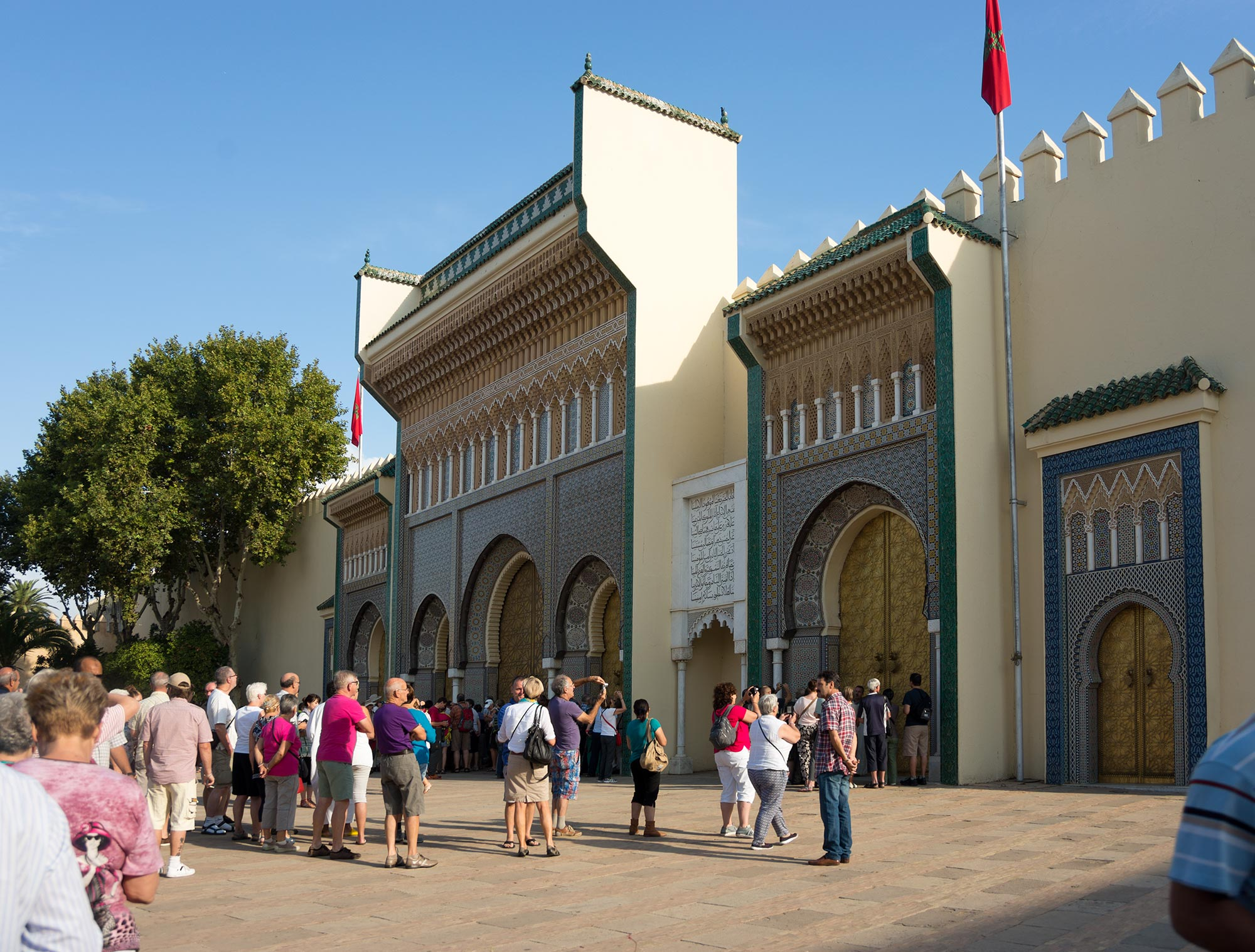
Баб-эль-макзен, ворота Фес-Дждид, новой медины
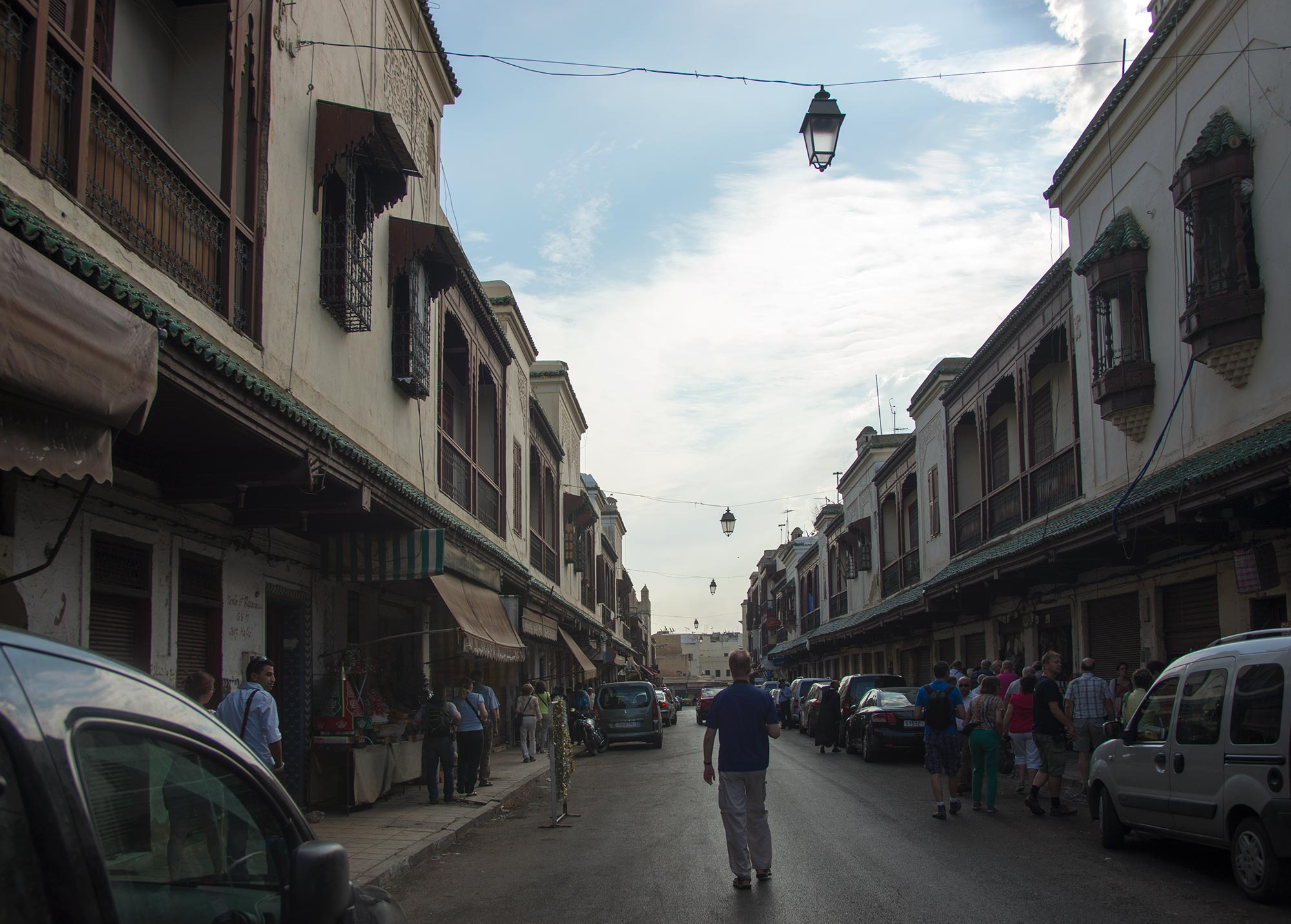
Улица еврейского квартала
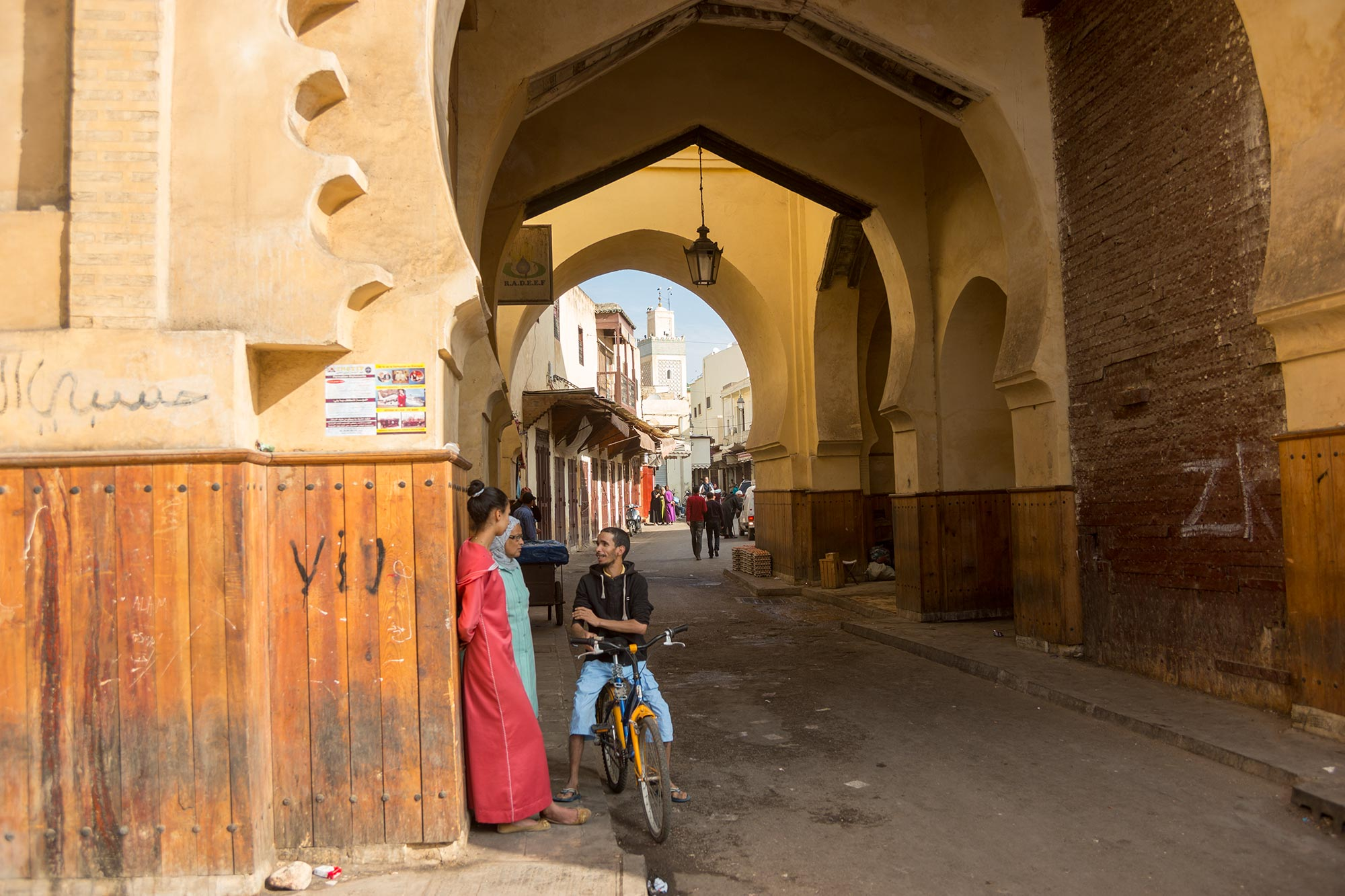
Улица новой медины, Фес-Дждид
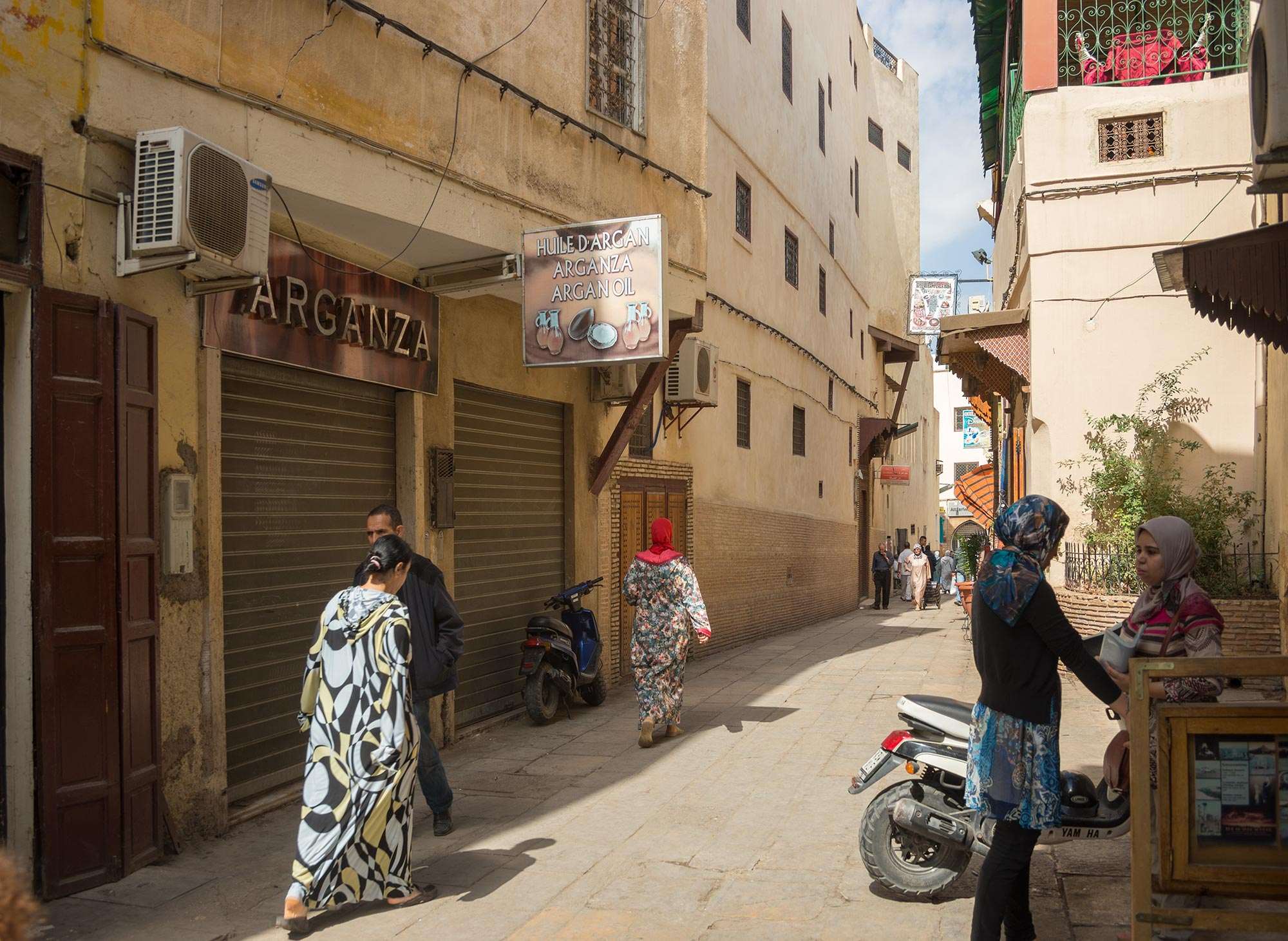
Улица новой медины, Фес-Дждид
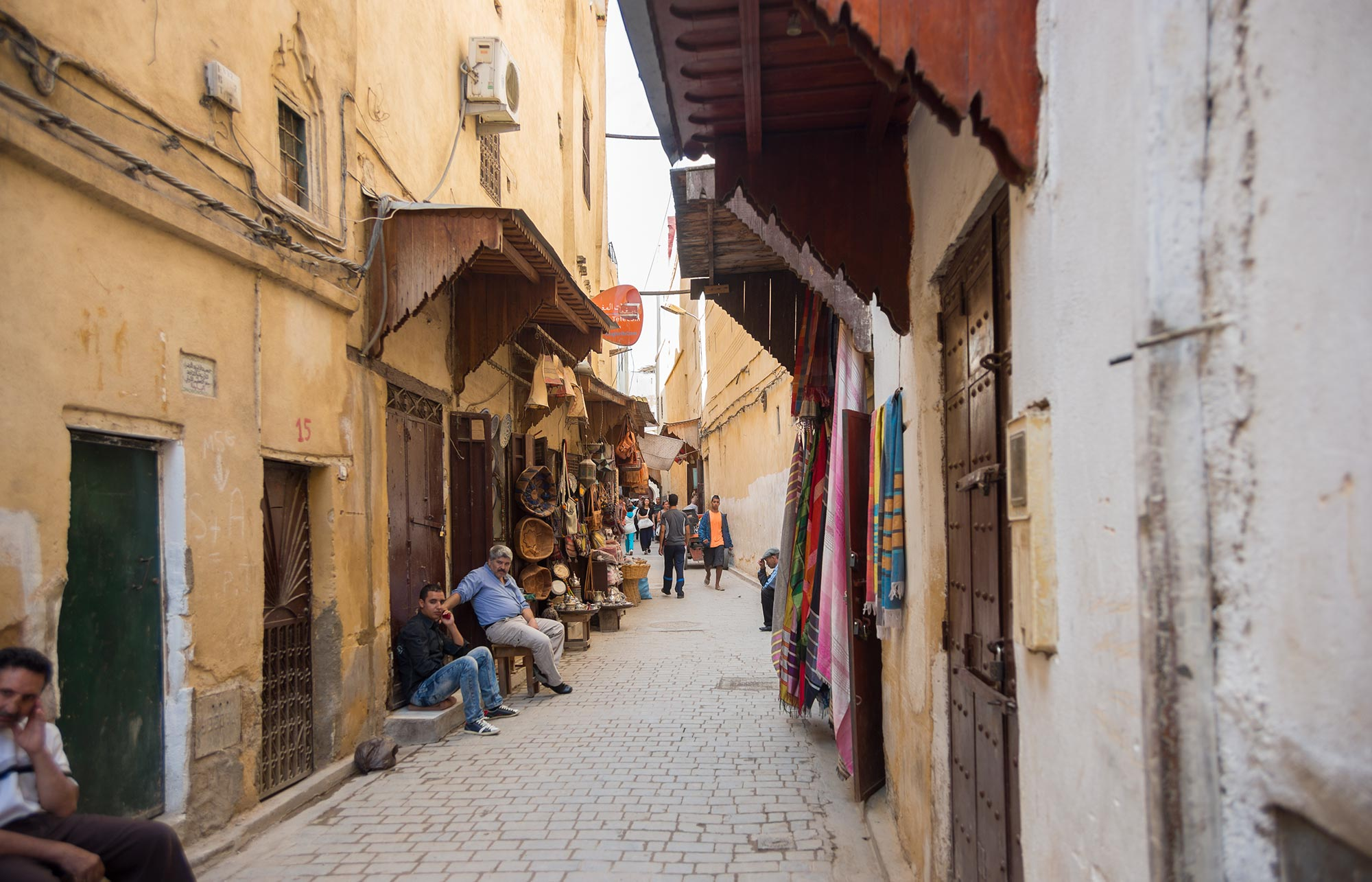
Улица старой медины
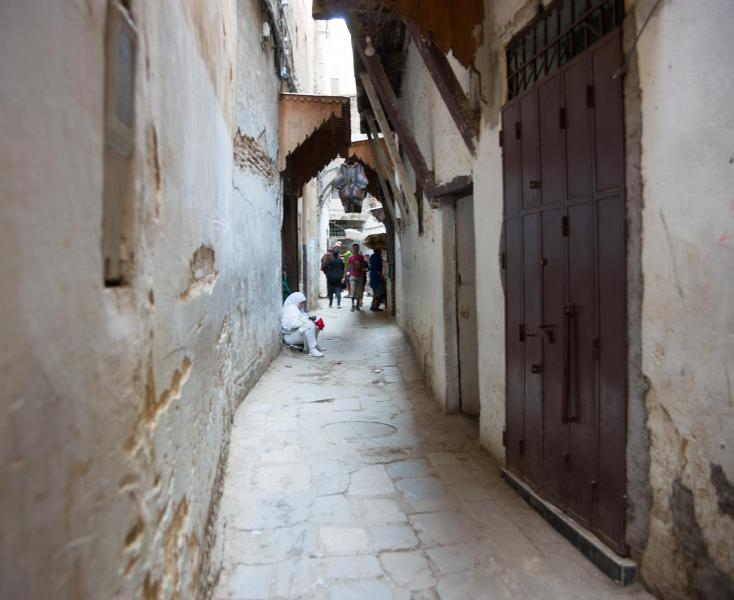
Улица старой медины

## Известные уроженцы
Родившиеся в Фесе